# Francis in the Navy
Francis in the Navy è un film del 1955, diretto da Arthur Lubin.

## Trama
Durante la seconda guerra mondiale, il tenente Stirling si ritrova separato dal proprio plotone nella giungla. Qui, durante un bombardamento incontra un mulo "parlante" che gli dice di chiamarsi Francis.